# Đới (họ)
Đới (chữ Hán: 戴, Bính âm: Dai), còn phiên âm là Đái, là một họ của người Trung Quốc và Việt Nam.

## Tại Trung Quốc
Họ này xếp thứ 116 trong danh sách Bách gia tính, về mức độ phổ biến họ Đái xếp thứ 96 ở Trung Quốc theo thống kê năm 2007.

### Người họ Đới nổi tiếng
- Đới Lương, Thứ sử Giao Châu sau Sĩ Nhiếp.
- Đới Tử, người phát minh súng đầu tiên nhưng chưa được công nhận vì trong một lần bị lưu đày, ông đã chết trên đường về nhà. Sau này khi các nước phương Tây đã có một số tài liệu về các loại súng mà Đới Tử đã phát minh
- Đới Tiến, danh họa thời nhà Minh
- Đới Chấn, học giả thời nhà Thanh
- Đới Hi, họa sĩ thời nhà Thanh
- Đới Vọng Thư, nhà thơ Trung Quốc
- Đới Quý Đào (hay Đới Truyền Hiền), học giả và đảng viên cao cấp của Quốc dân đảng Trung Quốc đầu thế kỷ XX
- Đới Lạp, người đứng đầu lực lượng cảnh sát mật của Tưởng Giới Thạch
- Đới Tương Long, thống đốc Ngân hàng Trung ương Trung Quốc
- Đới Bỉnh Quốc, nhà ngoại giao Trung Quốc
- Đới Bội Ni, ca sĩ Malaysia
- Đới Mộng Mộng, diễn viên ca sĩ.
- Đới Xuân Vinh, diễn viên Trung Quốc.
- Đới Yến Ny nữ ca sĩ, diễn viên Trung Quốc.
- Đới Manh, nữ ca sĩ Trung Quốc

### Nhân vật văn học
- Đới Tung, nhân vật trong tác phẩm cổ điển Trung Quốc Thủy hử

## Tại Đài Loan
- Đới Tư Dĩnh, vận động viên cầu lông

## Tại Việt Nam
Dòng họ Đới có mặt tại xã Quảng Hải, xã Quảng Nhân, huyện Quảng Xương, tỉnh Thanh Hóa và huyện Gia Lâm, thành phố Hà Nội với nhiều chi họ như Đới Sỹ, Đới Ích, Đới Văn, Đới Xuân, Đới Đăng,...

### Danh nhân
- Đới Đức Tuấn (bút danh TchyA), nhà văn Việt Nam thời cận đại
- Đái Duy Ban, sinh năm 1937